# Коле (Болцано)
Коле је насеље у Италији у округу Болцано, региону Трентино-Јужни Тирол.
Према процени из 2011. у насељу је живело 189 становника. Насеље се налази на надморској висини од 1282 м.